# Trosly-Breuil
Trosly-Breuil is een gemeente in het Franse departement Oise (regio Hauts-de-France). De plaats maakt deel uit van het arrondissement Compiègne. Trosly-Breuil telde op 1 januari 2022 2.024 inwoners.

## Geografie
De oppervlakte van Trosly-Breuil bedroeg op 1 januari 2022 10,98 vierkante kilometer; de bevolkingsdichtheid was toen 184,3 inwoners per km².

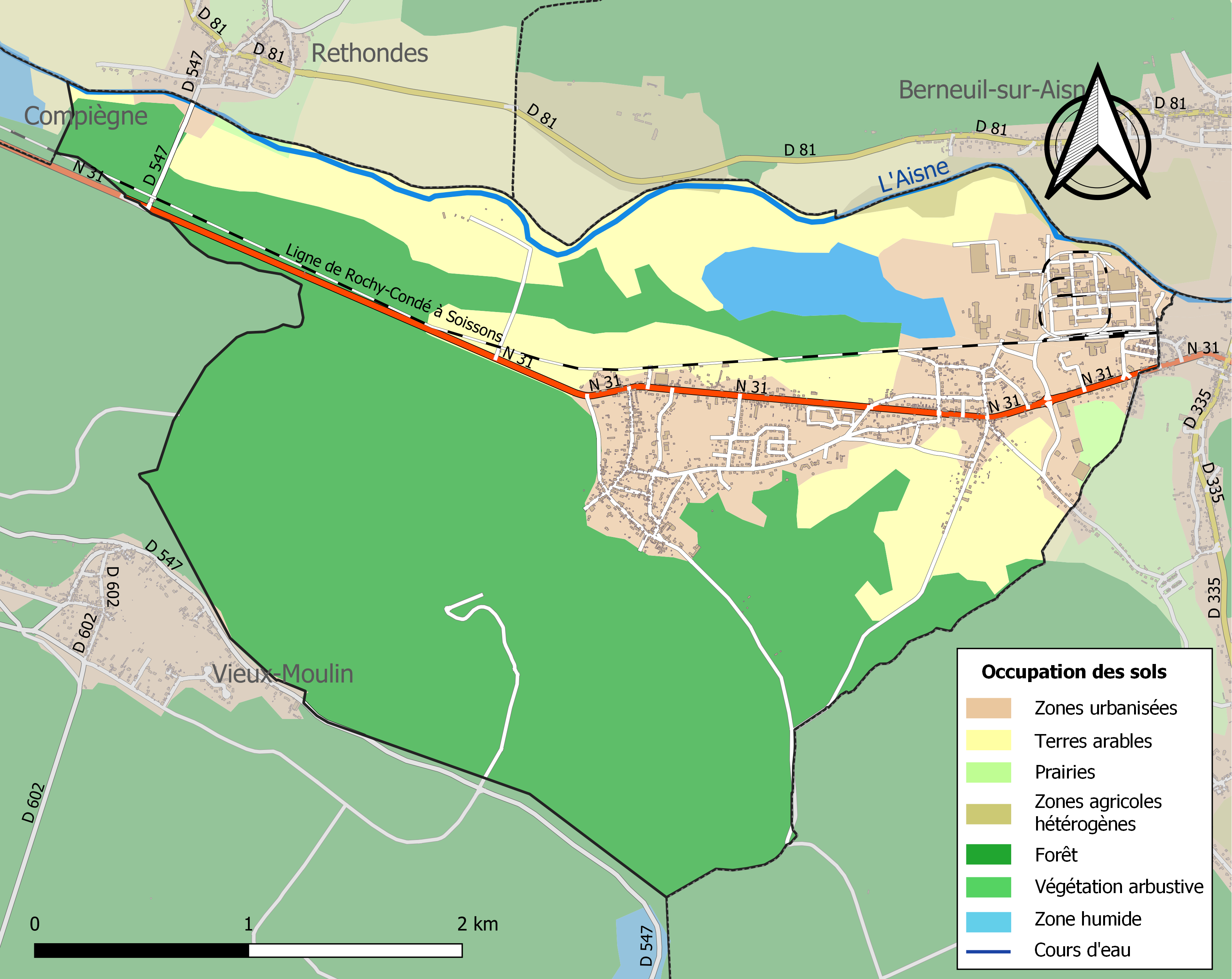
Kaart van de gemeente met belangrijkste infrastructuur, bodemgebruik en omliggende gemeenten

## Demografie
Onderstaande figuur toont het verloop van het inwonertal (bron: INSEE-tellingen).